# Schweizerisches Tropen- und Public-Health-Institut

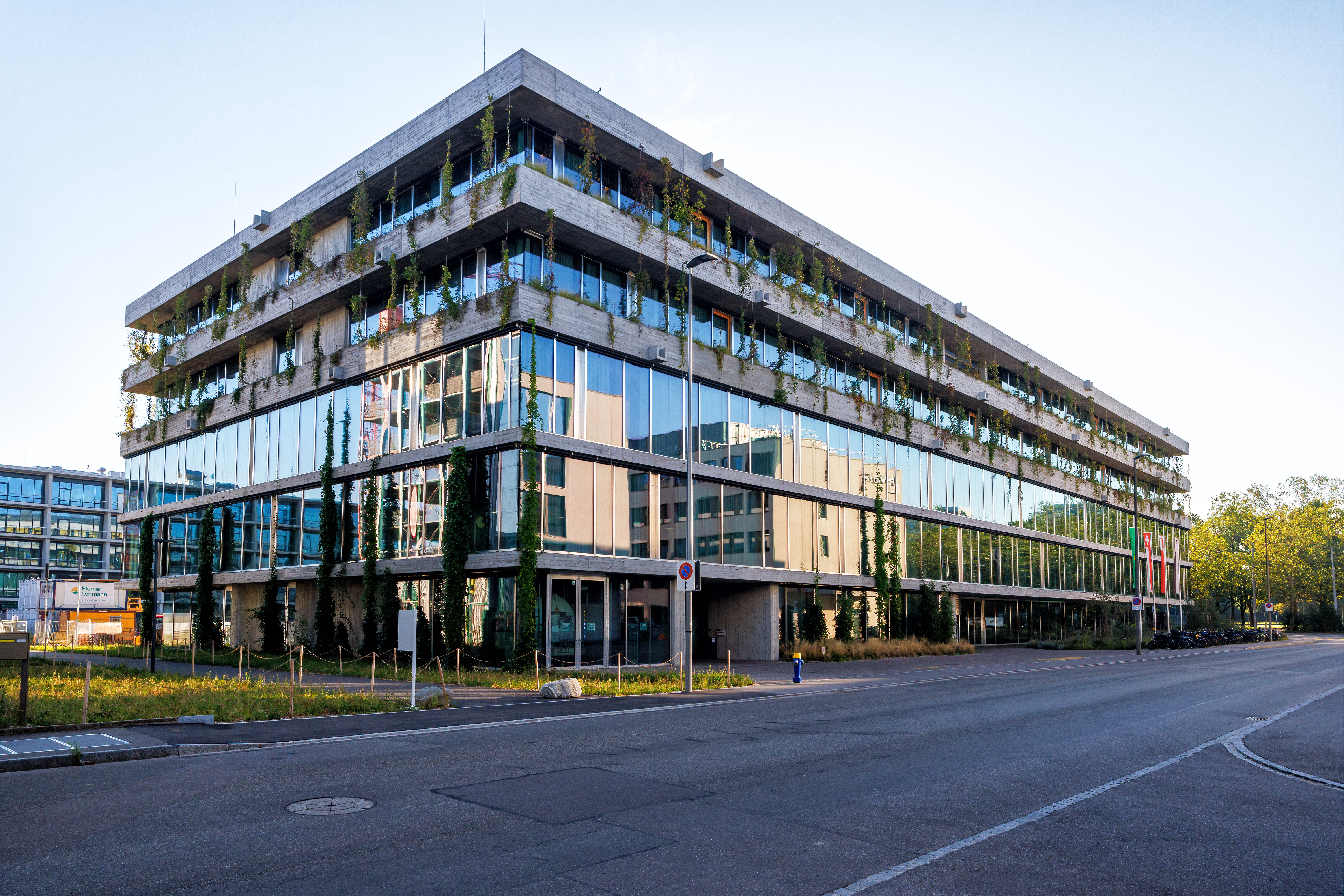
Swiss TPH Hauptsitz "Belo Horizonte" in Allschwil, Schweiz.

Das Schweizerische Tropen- und Public Health-Institut (kurz Swiss TPH) ist ein mit der Universität Basel assoziiertes Forschungsinstitut, das 1943 durch den Zoologen Rudolf Geigy gegründet wurde. Das Institut in seiner heutigen Form entstand im Jahre 2010 durch die Eingliederung des Instituts für Sozial- und Präventivmedizin der Universität Basel in das damalige Schweizerische Tropeninstitut. Gleichzeitig fand auch der Namenswechsel vom Tropeninstitut zum heutigen Schweizerischen Tropen- und Public Health-Institut (Swiss TPH) statt.
Als öffentlich-rechtliches Institut wird das Swiss TPH teilweise vom Staatssekretariat für Bildung, Forschung und Innovation, vom Kanton Basel-Stadt und vom Kanton Basel-Landschaft finanziell unterstützt. Fast 80 % der Mittel werden kompetitiv eingeworben.

## Tätigkeiten
Das Institut betreibt eine Praxis für Reisemedizin (Prävention, Diagnose und Behandlung tropischer Krankheiten) und beherbergt das Nationale Referenzzentrum für importierte Parasitosen (NZIP), insbesondere Malaria. Des Weiteren sind zwei Departemente in der infektionsbiologischen sowie in der epidemiologischen Forschung aktiv. Neben dem Fokus auf gesundheitsrelevante Themen der Länder des globalen Südens arbeitet das Institut auch intensiv an globalen Gesundheitsproblemen wie chronische Erkrankungen und deren Risikofaktoren wie z. B. Feinstaub, Tabakkonsum, oder die Rolle von elektromagnetischer Strahlung. Ein weiteres Departement bietet Dienstleistungen für nationale und internationale Gesundheitsorganisationen wie z. B. die DEZA oder die WHO an. Auch in der universitären Lehre bietet das Swiss TPH als Teil der Ausbildungscurricula der Universität Basel ein breit gefächertes Angebot an Studiengängen (BSc, MSc, PhD, MBA, MAS, CAS, DAS) in Epidemiologie, Public Health, Management von Gesundheitssystemen, Infektionsbiologie, Arzneimittelforschung und verwandten Bereichen an.
Neben der akademischen Lehre bietet das Swiss TPH auch Weiterbildungen in medizinischen wie auch in sozialen, kulturellen und wirtschaftlichen Themen an, welche sich im Rahmen internationaler Aus- und Weiterbildungsprogramme an Gesundheitsfachleute, Ärzte oder Public-Health-Spezialisten richten. Das Swiss TPH ist auch einer der Mitträger der Swiss School of Public Health (SSPH+).
Seit dem 1. Juli 2015 leitet Jürg Utzinger das Institut. 2022 beschäftigte das Institut ca. 950 Mitarbeitende aus 80 Nationen. Etwa 700 Mitarbeitende sind am Hauptsitz in Allschwil tätig.

## Geschichte
Viele Tropeninstitute – so etwa jene von Antwerpen, London, Liverpool oder Paris – wurden im Zuge des Kolonialismus gegründet, um zu Gunsten der Kolonialtruppen und Plantagenbesitzer agrarwissenschaftliche sowie medizinische Forschungsarbeit zu leisten. Obwohl zum Beispiel der Basler Isaac Miville Vorsteher eines schwedischen Sklavenforts an der Küste des heutigen Ghana war und einige Geschäftsleute, vor allem aus den Städten Genf, Neuenburg und Basel, Sklavenhandel betrieben, hatte die Schweiz einen geringen Bezug zum Kolonialismus. Jedoch wirkte die protestantische Basler Mission schon seit dem frühen 19. Jahrhundert in Ghana und später in anderen Ländern.
1942 schlug Alfred Gigon, Professor der Inneren Medizin an der Universität Basel, die Bildung eines Tropeninstitutes vor. Im nächsten Jahr beschloss das Parlament des Kantons Basel-Stadt die Gründung eines Schweizerischen Tropeninstituts. Dies geschah aufgrund von Fördermassnahmen des Bundes, welcher für die Nachkriegszeit eine hohe Arbeitslosigkeit befürchtete und darum die Nachkriegs-Wirtschaft durch Forschungsvorhaben in Gang setzen wollte. Das Institut nahm 1944 unter Professor Rudolf Geigy die Tätigkeit auf und bot den ersten «Allgemeinen Tropenkurs» an, der Handelsreisende in unterschiedlichsten Themen wie die tropische Pflanzenwelt, «Verbreitung und Körperbau tropische[r] Menschenrassen», Landesvermessung und «Anpassung der europäischen Lebensweise an die Tropen» einführte. 1946 folgte der erste «Tropenmedizinerkurs». 1947 erfolgte der Bezug eines eigenen Gebäudes, die ehemalige Arztvilla «Zur Föhre» an der Socinstrasse 57. Zeitgleich wurde im benachbarten Gebäude «Sonnenrain» eine tropenmedizinische und chirurgische Klinik eröffnet – welche 1990 geschlossen und in ein Alters-Pflegeheim umgewandelt wurde.
In den Jahren 1951 und 1957 wurden zwei Aussenposten des Instituts gegründet – das «Centre Suisse de Recherches Scientifiques» in Côte d’Ivoire und ein Labor in Ifakara, Tansania. Das Gebäude «Zur Föhre» wurde 1961 durch einen Neubau erweitert. Dieser verfügte über einen Hörsaal, Forschungslabors und eine Bibliothek. In den 1960er und 1970er Jahren etablierte sich das Tropeninstitut als Teil der Universität Basel. Rudolf Geigy wurde 1962 zum Rektor der Universität, 1964 befand sich das erste Elektronenmikroskop der Universität am Tropeninstitut, und 1973 wurde das Institut als Teil einer Hochschule von der Bundesregierung unterstützt.

### Institutsleiter
- 1944–1972: Rudolf Geigy
- 1972–1987: Thierry Freyvogel
- 1987–1997: Antoine Degrémont
- 1997–2015: Marcel Tanner
- Seit 2015: Jürg Utzinger

## Forschungsschwerpunkte und Struktur
Das Institut ist in fünf Bereiche gegliedert, die sowohl der Forschung wie auch der Erbringung von Beratungs- und Diagnostik-Dienstleistungen dienen. Bemerkenswert ist, dass das Swiss TPH sämtliche Tätigkeiten von der Erfassung des medizinischen Problems (Epidemiologie) und biologische Grundlagenforschung über die Entwicklung der notwendigen Massnahmen (Aufbau des Gesundheitswesens, Ausarbeiten von Behandlungskampagnen), die Entwicklung der Heilmittel wie auch die Begleitung und Auswertung der Behandlungskampagnen durchführt. Darum versammelt das Institut Fachleute aus der Human- und Tiermedizin, Biologie, Geographie, Umweltwissenschaften, Anthropologie, Soziologie und anderen Fachgebieten.
Zusammen mit vier anderen europäischen tropenmedizinischen Forschungsinstituten ist das Swiss TPH seit 1996 Mitherausgeber der Fachzeitschrift Tropical Medicine & International Health. Das Journal Acta Tropica wurde 1944 am damaligen Tropeninstitut gegründet. Seit 1989 wird es jedoch vom Verlagshaus Elsevier herausgegeben.

### Epidemiologie und Public Health
Die zurzeit (2015) grösste Kohortenstudie der Schweiz, SAPALDIA, wird vom Tropeninstitut aus geleitet. Sie wurde 1991 zur Aufklärung der Zusammenhänge zwischen Luftverschmutzung und Atemwegserkrankungen begonnen; heute erforscht sie die Ursachen gesunden Alterns. Es ist die einzige nationale bevölkerungsbasierte Kohortenstudie der Schweiz. Andere Themen dieser Abteilung betreffen Zoonosen wie die Tollwut, die Analyse menschlicher Erkrankungen im Kontext mit seiner Umwelt (etwa Schistosomen-Erkrankungen, deren Übertragungszyklus von bestimmten Wasserlebewesen abhängt), Malariaforschung, Gender und reproduktive Gesundheit und die Erforschung der Effekte elektromagnetischer Strahlung und anderer Umweltstressoren.

### Medizinische Parasitologie und Infektionsbiologie
Diese Abteilung arbeitet zumeist mit molekularbiologischen Methoden und untersucht, wie Infektionen auf zellulärer Ebene ablaufen, wie Infektionen diagnostiziert werden können, und wie das Immunsystem auf Krankheitserreger reagiert. Schwerpunkte in diesem Bereich sind Malaria, Tuberkulose und die Schlafkrankheit.

### Swiss Centre für International Health
Das SCIH entwirft, begleitet und verbessert Gesundheitssysteme und den Einsatz digitaler Hilfsmittel in der Medizin (z. B. Telemedizin).

### Medizinische Dienste und Diagnostik
Das 2017 neu geschaffene Departement Medizin vereinigt alle medizinischen Dienste, die Diagnostik als auch die Entwicklung und Testung von Heilmitteln vor allem gegen Malaria (RTS,S) und die Schlafkrankheit. Als zweitgrösstes reisemedizinisches Zentrum der Schweiz betreut das Tropeninstitut jährlich mehr als 12'000 Berufs- wie auch Ferienreisende und bietet Beratungen, Impfungen, Untersuchungen, Diagnostik und Nachbehandlungen bezüglich parasitärer, zumeist in den Tropen vorkommenden Erkrankungen. Dieselbe Abteilung stellt das nationale Referenz-Zentrum für die Diagnose parasitärer Erkrankungen.

### Lehre und Ausbildung (Education and Training)
Seit 2016 wird das gesamte universitäre und postgraduiert Lehrangebot des Swiss TPH durch die neu geschaffene Abteilung Education & Training (ET) koordiniert. ET ist auch für die Koordination und Unterstützung der >170 Doktorierenden zuständig.